# Ложин
Ложин (слч. Ložín) насељено је мјесто са административним статусом сеоске општине (слч. obec) у округу Михаловце, у Кошичком крају, Словачка Република.

## Становништво
| Година:    | 1994. | 2004.   | 2014.   | 2024.   |
| ---------- | ----- | ------- | ------- | ------- |
| Број људи: | 766   | 817     | 807     | 833     |
| Разлика:   |       | +6,65 % | -1,22 % | +3,22 % |

| Година:    | 2023. | 2024.   |
| ---------- | ----- | ------- |
| Број људи: | 838   | 833     |
| Разлика:   |       | -0,59 % |

Према подацима о броју становника из 2011. године насеље је имало 806 становника.